# Louis-François Marteau

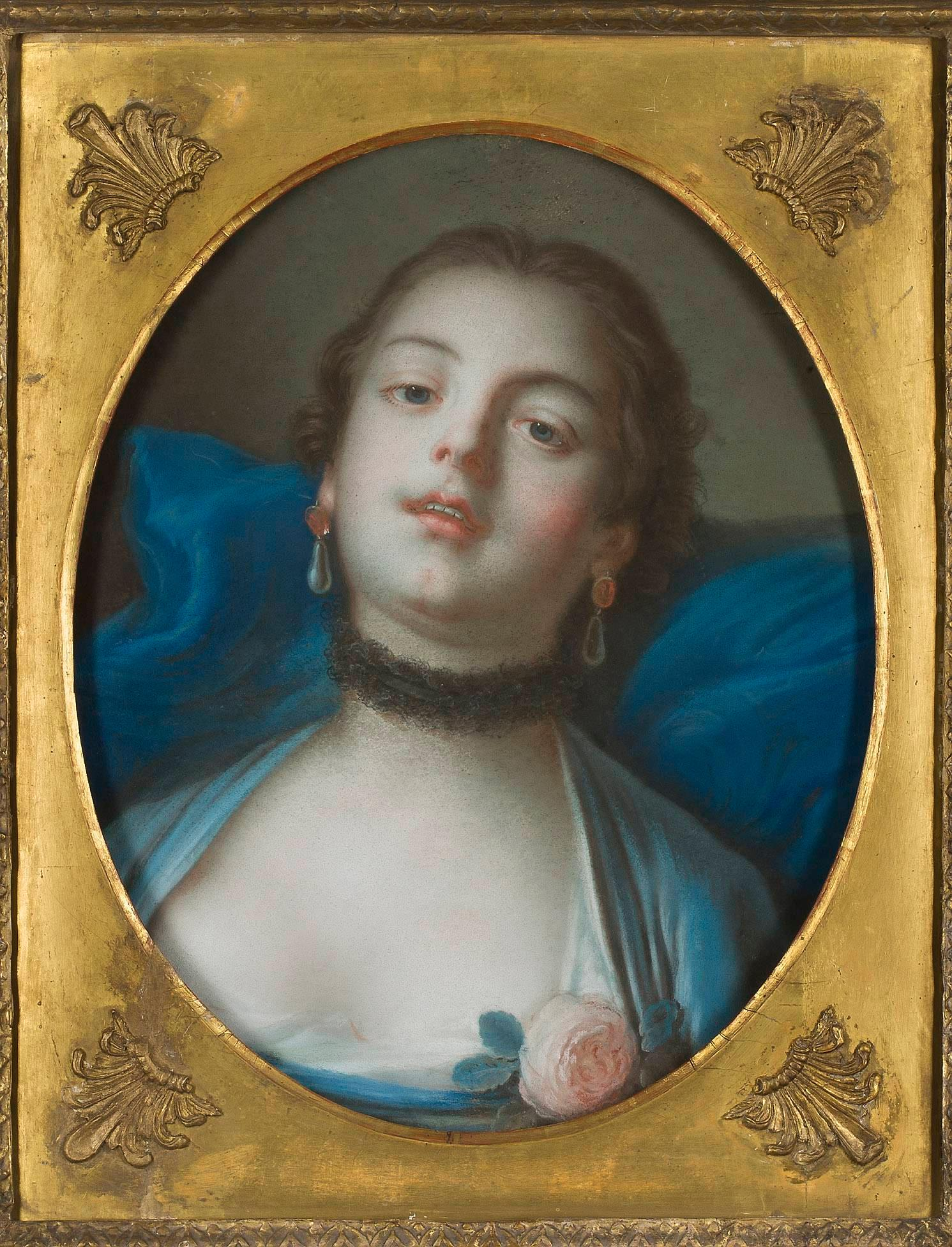
Allegorie der Lust (möglicherweise Anna Binetti), Nationalmuseum Warschau

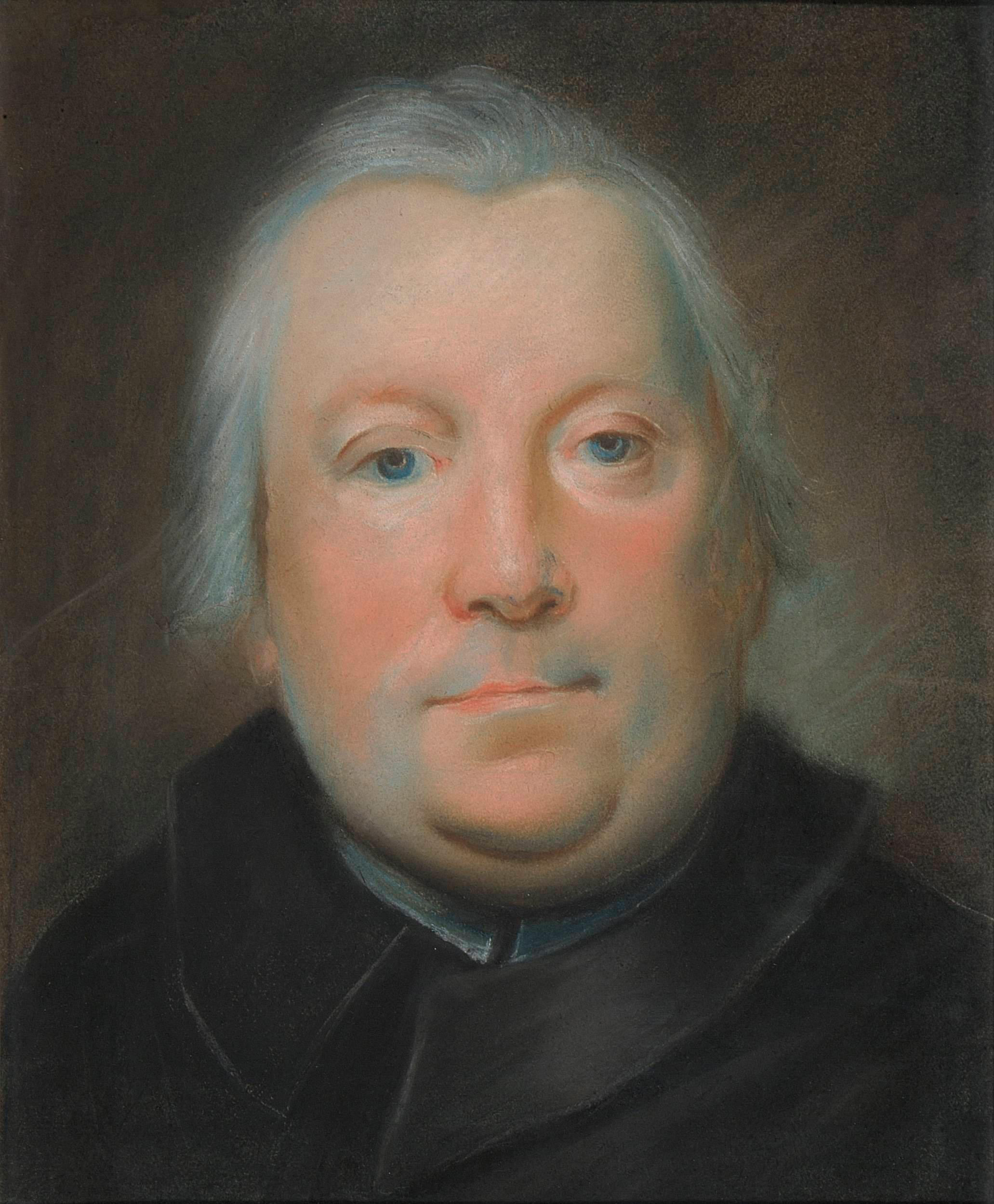
Pastell-Porträt von Piotr Śliwicki

Louis-François Marteau (polnisch Ludwik Marteau; * 1715 in Paris, Frankreich; † 20. November 1804 in Warschau, Königreich Preußen) war ein polnischer Maler des Klassizismus französischer Abstammung. Er war Hofmaler der polnisch-litauischen Könige August III. und Stanislaus II. August Poniatowski.

## Leben
Marteau entstammte beiderseits Künstlerfamilien aus Paris. Sein Vater war am Hof in Versailles tätig. Er war mit Louis de Silvestre verschwägert. Wahrscheinlich wurde er von seinem Lehrmeister Maurice Quentin de La Tour August III. als Hofmaler empfohlen. Möglicherweise kam der Kontakt auch über Louis de Silvestre zustande. 1752 war er am Hof von Jan Klemens Branicki in Białystok. Im folgenden Jahr begleitete er Branicki nach Warschau und blieb dort am Königshof. In den Jahren von 1768 bis 1780 lebte er in einem Haus unmittelbar am Warschauer Königsschloss. Er fertigte ab 1770 für den König Porträts der Gäste der Donnerstagmittagessen an, die im Königsschloss ausgehängt wurden. Ab 1780 war Anna Rajecka seine Schülerin. Nach dem Tod des Königs fand er in Izabela Lubomirska eine neue Mäzenin, in deren Warschauer Palast er zog.

## Werk
Louis-François Marteau malte vor allem kleinformatige Porträts in Pastell auf Papier und Pergament, seltener Leinwand. Daneben schuf er Miniatur-Bildnisse auf Tabatieren und anderen Dosen. Er malte in freier Manier, verwendete hauptsächlich helle Farbtöne und legte hohen Wert auf die Wiedergabe der Persönlichkeit der Modelle.
Von ihm sind über 100 Pastelle bekannt, viele davon verschollen, zudem ist die Zuschreibung teilweise erschwert, da er seine Arbeiten nicht signierte. 29 Porträts entstanden zwischen 1765 und 1795 während seiner Zeit als Hofmaler im Auftrag des Königs, die unter anderem Teilnehmer des Donnerstagmittagessens abbilden. Von diesen Werken wurden jedoch 1834 auf Befehl von Nikolaus I. 20 verbrannt. Ein bekanntes Porträt des Kanzlers Andrzej Zamoyski wurde zudem im Zweiten Weltkrieg zerstört. Erhalten blieben aus der Reihe lediglich Bildnisse von Feliks Łoyko und des Priesters Piotr Śliwicki, die sich im Nationalmuseum Warschau befinden. Die dortige Sammlung beherbergt auch weitere bedeutende Porträts von Marteau wie das des Tadeusz Kościuszko, Józef Potocki und der Maria Anna Czartoryska.
Neben Porträts sind zwei Genrebilder von Marteau bekannt (Im Atelier des Malers, Mädchen vor Wald-Landschaft, Nationalmuseum Poznań).